# Khirbet Susiya

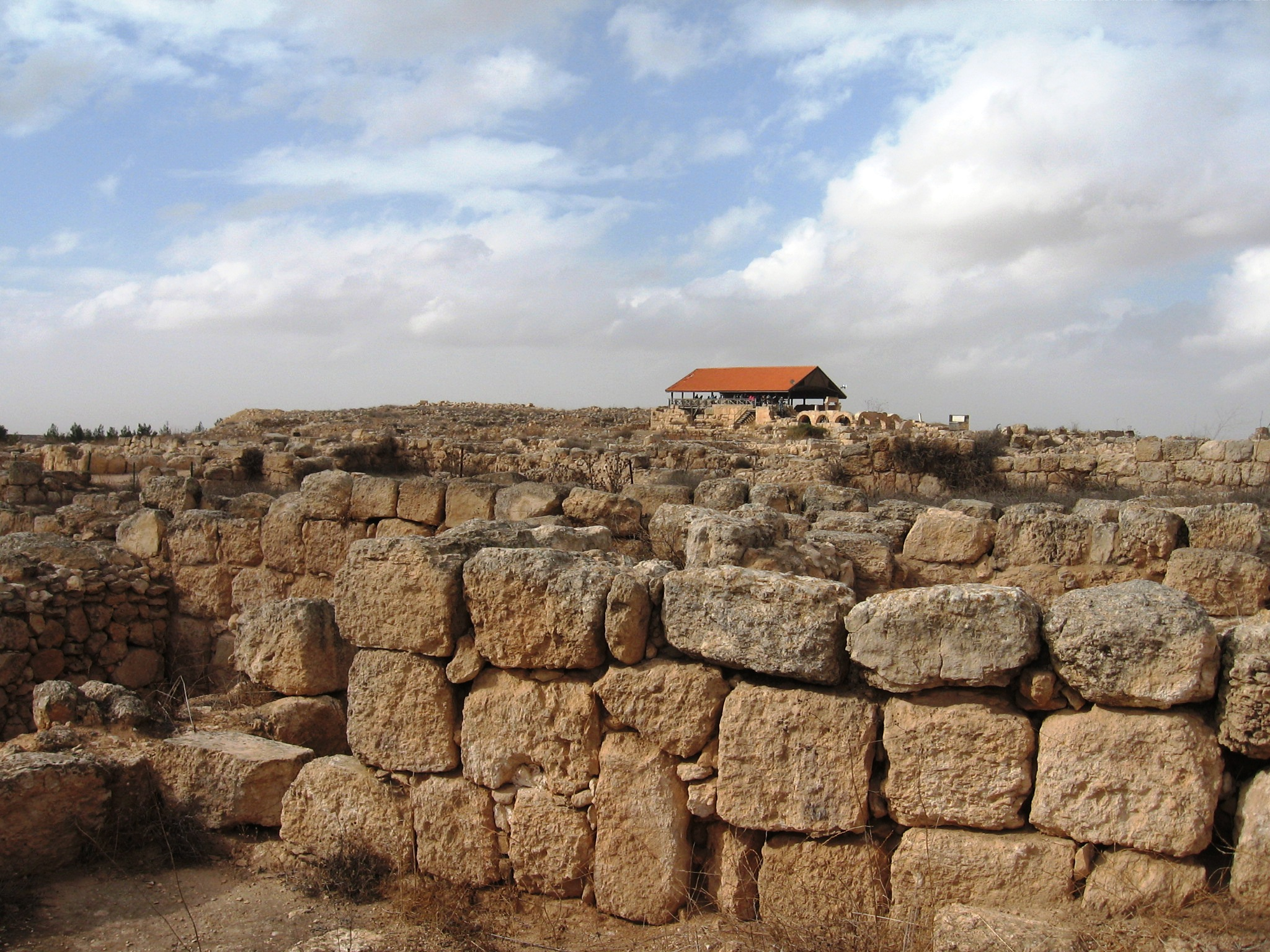
Khirbet Susiya, Schutzbau über der antiken Synagoge (2007)

Khirbet Susiya (arabisch سوسية, hebräisch סוּסְיָא) ist eine archäologische Stätte im Judäischen Bergland im israelisch besetzten Westjordanland. Das Gelände gehört zum Gouvernement Hebron der Palästinensischen Autonomiebehörde. Der wichtigste Befund ist eine prächtige spätantik-frühbyzantinische Synagoge. Viele Gebäude waren in Quadermauerwerk errichtet, was eher für Städte zu erwarten ist und nicht für eine ländliche Siedlung.
Die Grabungsstelle ist ein Gegenstand des israelisch-palästinensischen Konflikts. Die Verwaltung der mit einer israelischen Siedlung verbundenen Grabungsstelle obliegt dem Regionalrat der Siedler der Region Hebron.

## Name und Lage
Die archäologische Stätte liegt 13,5 km südlich von Hebron auf einer Höhe von 750 m über dem Meeresspiegel. Sie erstreckt sich hufeisenförmig über eine Fläche von acht Hektar (80 Dunam).
„Dieser arabische Name [Khirbet Susiya] mit unklarer Etymologie ist in keinem antiken Dokument belegt. Susja war eine der vielen blühenden byz[antinischen] Ortschaften in S[üd]-Judäa …; sie ist nur zufällig auf kein Dokument geraten, obwohl sie keineswegs die entlegenste oder kleinste Siedlung dieser Region ist.“ Avraham Negev schlägt vor, dass Khirbet Susiya im Onomastikon des Eusebius von Caesarea mit dem Namen altgriechisch Χερμαλα Chermala, einem jüdischen Dorf in der Nähe von Sif, gemeint sei. Doch Eusebius strebte keine komplette Erfassung der Orte Palästinas zu seiner Zeit an, sondern beschränkte sich auf jene, die mit einem biblischen Ort in Verbindung gebracht wurden; war das bei Khirbet Susiya nicht der Fall, so ließ er die Siedlung aus.

## Siedlungsgeschichte bis in die Gegenwart
Khirbet Susiya war in hellenistischer Zeit von Idumäern bewohnt, die durch Johannes Hyrkanos I. zum Judentum zwangskonvertiert wurden. Wohl als Folge des Bar-Kochba-Aufstands 132–135 wurde der Ort im 2. Jahrhundert n. Chr. aufgegeben. Fundmünzen und Keramik legen nahe, dass die Wiederbesiedlung erst um 350 n. Chr. oder später erfolgte. Mindestens bis ins 8. Jahrhundert war Khirbet Susiya dann kontinuierlich bewohnt. „Jenseits des 8. Jahrhunderts wird das Bild der Siedlung unklar, was teilweise durch die Ziele des Projekts und die Interessen der Ausgräber bedingt ist.“
Ab dem 8. Jahrhundert bewohnten Hirten mit ihren Familien jährlich während der Weidezeit den Ort. 1971 wurden palästinensische Familien, die in den Grotten gewohnt hatten, vertrieben, andere konnten unter Restriktionen bleiben. 1986 wurden die verbleibenden Familien von der israelischen Armee weggewiesen, wobei 28 Hektar Land per Dekret als Grabungsgebiet ausgewiesen und eingezäunt wurden. Etwa 1500 Meter von der Grabungsstelle entfernt entstand 1983 die israelische Siedlung Susiya (hebräisch סוּסְיָא Susja) mit 1600 Bewohnern im Jahr 2022. Palästinensische Familien (etwa 300 Personen) wohnten ab 1986 rund 500 Meter südlich der Grabung in provisorischen Unterkünften. Die im Bereich der Archäologie tätige israelische Nichtregierungsorganisation Emek Shaveh hat dies dokumentiert. Emek Shaveh kritisiert auch, dass ihr zufolge, drei Viertel der 28 Hektar großen Absperrung gar nicht archäologisch erforscht werden, sondern sie dienten den Siedlern für ihre private landwirtschaftliche Nutzung.
Ab 2001 strebte die israelische Verwaltung den Abriss des Dorfes an und forderte den Umzug der Menschen nach Yatta. Dies wurde mit fehlenden Baubewilligungen begründet. Im Juni 2015 reisten in Jerusalem bzw. Tel Aviv tätige Diplomaten von 28 Mitgliederstaaten der Europäischen Union ins palästinensische Susiya mit damals 340 Einwohnern, um ihre Forderung zu unterstreichen, dass ein Entscheid des Israelischen obersten Gerichts, das der Forderung nach dem Abriss des palästinensischen Dorfes stattgegeben hatte, nicht vollstreckt würde. Die Regierung Barack Obama hat im selben Monat bei Israels Regierung zugunsten des palästinensischen Susiya interveniert. Auch die Organisation Rabbiner für Menschenrechte setzte sich für die Bewohner des Ortes ein, der, anders als die benachbarte israelische Siedlung, keinen Endanschluss an das Strom- und Wassernetz erhalten hatte.
Marius Schattner und Frédérique Schillo äußern in ihrem 2025 erschienenen Buch Sous tes pierres, Jérusalem die brisante Vermutung, dass die vertriebenen Palästinenser die Nachkommen der einst an dem Ort wohnhaften Juden sein könnten.

## Synagoge

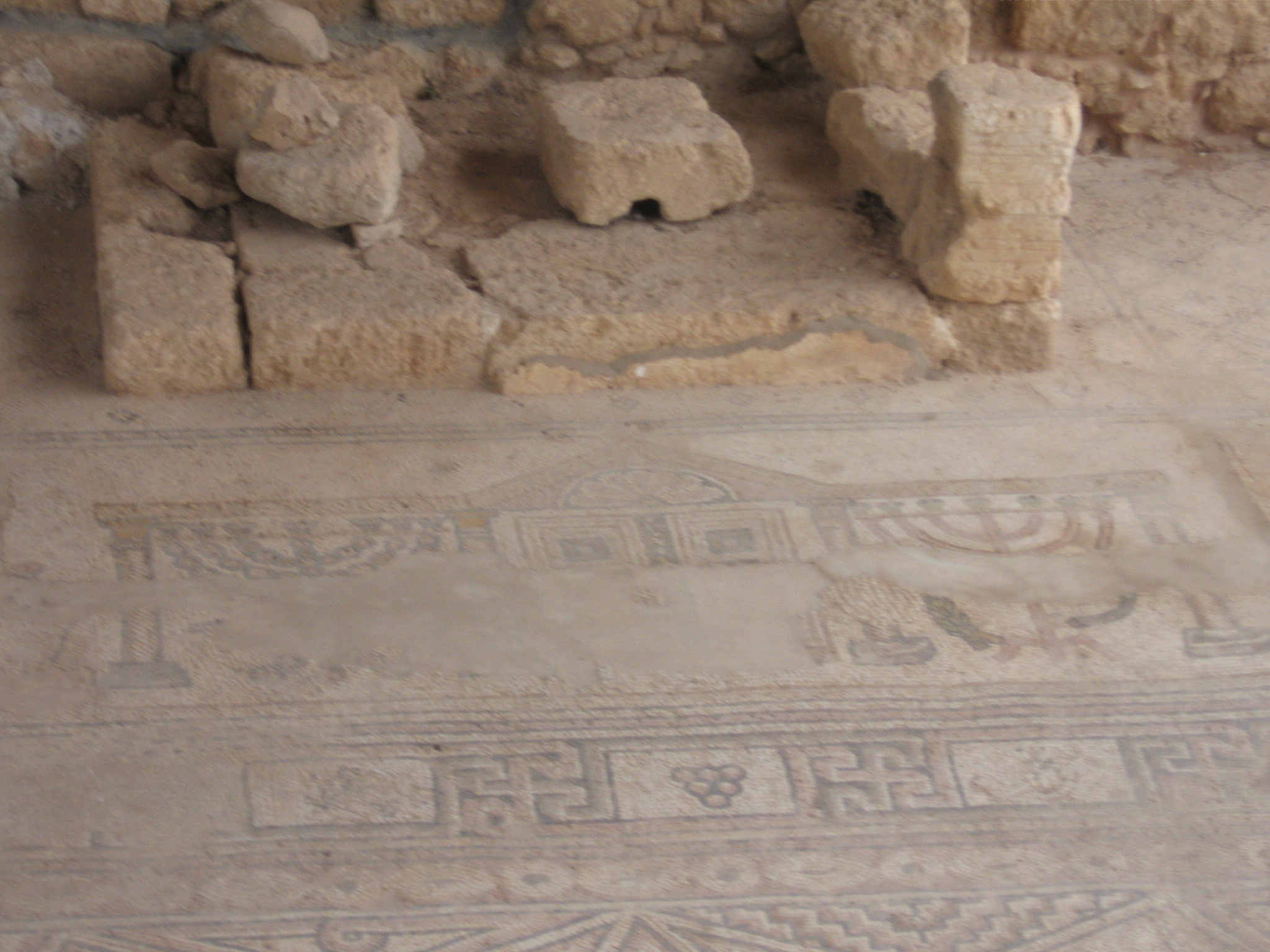
Reste der kleinen Bima und Mosaik (2007)

Den Bau der Synagoge datiert Steven H. Werlin um 400 n. Chr. oder später. Um 725/750 beschädigten Ikonoklasten die Synagoge, die daraufhin renoviert wurde. Doch die synagogale Nutzung endete bald darauf, und vor 808/809 wurde die Anlage in eine Moschee umgewandelt.
Die Synagoge, die zum Breitraumtyp gehört, befindet sich auf dem südöstlichen Abhang des Westhügels und wird über den gepflasterten Vorhof betreten, der einen nördlichen und einen östlichen Eingang hat. Dieser Hof ist von Säulenhallen flankiert; über eine Treppe gelangt man zum Narthex. Hier findet sich der Ansatz einer Treppe, die zum Obergeschoss führte. Drei Tore führen vom Narthex zum Hauptraum. An dessen Nordwand finden sich nebeneinander eine große Bima (siehe die Rekonstruktion im Israel-Museum, Foto) und eine kleine Bima. Letztere „diente wohl nur der Verlesung der heiligen Texte. Darauf weist das Mosaik hin, das speziell davor gelegt wurde.“ Dieses Mosaik (Foto) zeigt einen geschlossenen Toraschrein zwischen zwei Menorot. Sie stehen zwischen vier Säulen, die ein Dach tragen, das eine Konche über dem Toraschrein aufweist. Zu beiden Seiten steht je ein Widder zwischen Blumen.
Weitere Mosaiken weisen hebräische Stiftungsinschriften, geometrische Muster, Vogel- und Pflanzenmotive auf. Von einem Zodiak blieben nach Zerstörung nur geringe Reste übrig.

## Forschungsgeschichte
Das Ruinengelände von Khirbet Susiya wurde bereits im 19. Jahrhundert als antike Stätte erkannt. Ein großes Gebäude auf der Hügelkuppe hielt Victor Guérin 1869 für eine Kirche. Im Survey of Western Palestine machten Claude Reignier Conder und Herbert Kitchener der Stiftung Palestine Exploration Fund 1883 folgende Angaben: „Sûsieh. Diese Wüstung war einst auch ein bedeutender Ort und ist einer der größen in dem Bezirk. Sie wird von der Hauptstraße in ein östliches und ein westliches Viertel geteilt, und in jedem der beiden Viertel gibt es ein bedeutendes öffentliches Gebäude.“
Shmarya Guttman führte 1969 einen Survey durch und identifizierte eines der beiden öffentlichen Gebäude als Synagoge. Er führte gemeinsam mit Zeʾev Yeivin und Ehud Netzer 1971–1972 im Auftrag des israelischen Erziehungs- und Kultusministeriums, der Hebräischen Universität Jerusalem und der Israel Exploration Society archäologische Grabungen durch. Die Israel Antiquities Authority war nicht direkt involviert. Der Verbleib vieler Befunde und Aufzeichnungen der Grabung ist unbekannt. Einige bedeutende Fundstücke werden im Israel Museum in Jerusalem ausgestellt.

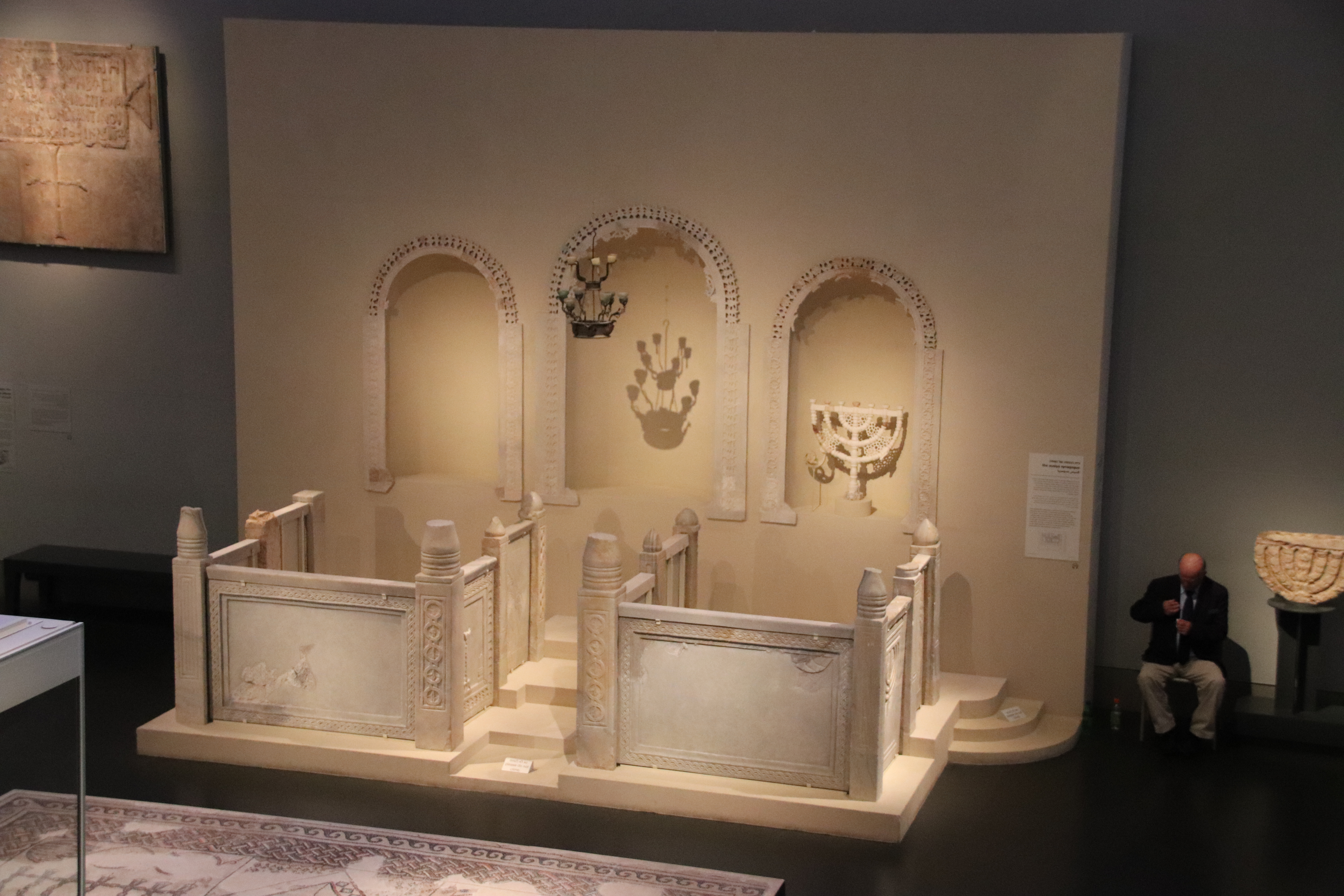
Rekonstruktion einer Synagoge aus byzantinischer Zeit im Israel Museum: Bima aus Khirbet Susiya, Bronzeleuchter aus Horvat Rimmon (2018)

Yizhar Hirschfeld untersuchte 1978 einen großen Gebäudekomplex etwa 80 m südsüdwestlich der antiken Synagoge, den er als Wohngebäude mit zwei Läden, die sich zur Straße öffnen, identifizierte. Aufgrund von Keramik und Fundmünzen datierte er die Erbauung ins 6. Jahrhundert und die Aufgabe des Gebäudekomplexes ins 9. Jahrhundert. Besondere Aufmerksamkeit fand seine Deutung einer Einkerbung des steinernen Türpfostens als Aussparung für eine Mesusa.
Ab dem Jahr 1983 fanden umfangreiche Restaurierungsarbeiten insbesondere an der antiken Synagoge statt, um sie für den Tourismus zu erschließen. Ein Schutzbau ermöglichte es, die Bodenmosaiken in situ zu belassen. Diese waren den bei der Grabung angefertigten Fotografien zufolge in schlechtem Zustand gewesen. Aus ästhetischen und praktischen Gründen wurden bei den Restaurierungsarbeiten der 1980er Jahre die Lücken gefüllt, teils mit hellem Zement, teils aber auch mit Tesserae, so dass es schwierig ist, den antiken Bestand von den Ergänzungen zu unterscheiden.
1984–1986 untersuchten Avraham Negev und Zeʾev Yeivin ein großes Gebäude mit rechteckigem Grundriss im Süden der archäologischen Stätte. Sie legten dabei ein Stück der antiken Straße frei, die den Ort in zwei Hälften teilte. Unter den Befunden war ein Türsturz mit zwei Menorot und eine Mikwe, an deren angrenzender Wand eine kreuzartige Verzierung zu sehen war. Negev fand einen weiteren Türsturz mit Tabula ansata und darin das Motiv der Menora. Yehuda Govrin untersuchte 1992–1993 ein Gelände östlich der antiken Straße, in dem sich unter anderem ein großes Gebäude mit Innenhof und mehrere Wohnhöhlen und Zisternen befanden. 1997–1998 war Yuval Baruch als Grabungsleiter tätig.